# June Diane Raphael
June Diane Raphael (Rockville Centre, 4 gennaio 1980) è un'attrice e comica statunitense.

## Vita privata
Dal 2009 è sposata con l'attore Paul Scheer con il quale ha avuto due figli: August e Sam, nati rispettivamente nel 2014 e nel 2016.

## Filmografia parziale

### Attrice

#### Cinema
- Zodiac, regia di David Fincher (2007)
- Non mi scaricare (Forgetting Sarah Marshall), regia di Nicholas Stoller (2008)
- Bride Wars - La mia migliore nemica (Bride Wars), regia di Gary Winick (2009)
- Anno uno (Year One), regia di Harold Ramis (2009)
- Amore a mille... miglia (Going the Distance), regia di Nanette Burstein (2010)
- The Wedding Party (Bachelorette), regia di Leslye Headland (2012)
- Imogene - Le disavventure di una newyorkese (Girl Most Likely), regia di Shari Springer Berman e Robert Pulcini (2012)
- Anchorman 2 - Fotti la notizia (Anchorman 2: The Legend Continues), regia di Adam McKay (2013)
- Affare fatto (Unfinished Business), regia di Ken Scott (2015)
- La festa delle fidanzate (Girlfriend's Day), regia di Michael Stephenson (2017)
- The Disaster Artist, regia di James Franco (2017)
- Giù le mani dalle nostre figlie (Blockers), regia di Kay Cannon (2018)
- Non succede, ma se succede... (Long Shot), regia di Jonathan Levine (2019)
- L'assistente della star (The High Note), regia di Nisha Ganatra (2020)
- Yes Day, regia di Miguel Arteta (2021)
- Un'altra scatenata dozzina (Cheaper by the Dozen), regia di Gail Lerner (2022)
- Weapons, regia di Zach Cregger (2025)

#### Televisione
- NTSF:SD:SUV:: – serie TV, 35 episodi (2011-2013)
- New Girl – serie TV, 7 episodi (2012-2014)
- Parks and Recreations - serie TV, 1 episodio (2013)
- Grace and Frankie – serie TV, 94 episodi (2015-2022)
- I Muppet (The Muppets) - serie TV, 2 episodi (2016)
- Lady Dynamite – serie TV, episodi 1x04-1x05-1x12 (2016-2017)
- Based on a True Story – serie TV, 7 episodi (2023-2024)

### Doppiatrice
- Big Mouth – serie TV, episodi 1x01-1x04 (2017)
- Star Trek: Lower Decks - serie animata, episodio 2x07 (2021) - Regina Bilup

### Sceneggiatrice
- Bride Wars - La mia migliore nemica (Bride Wars) , regia di Gary Winick (2009)

## Doppiatrici italiane
Nelle versioni in italiano delle opere in cui ha recitato, June Diane Raphael è stata doppiata da:
- Tiziana Avarista in Anno uno, I Muppet
- Angela Brusa in The Disaster Artist, Non succede, ma se succede...
- Emanuela D'Amico in Bride Wars - La mia miglior nemica
- Alessandra Cassioli in Anchorman 2 - Fotti la notizia
- Micaela Incitti in Parks and Recreations
- Chiara Colizzi in Affare fatto
- Roberta Pellini in Grace and Frankie
- Irene Di Valmo in Lady Dynamite
- Donatella Fanfani in NTSF:SD:SUV::
- Anna Chiara Repetto in New Girl
- Lucia Valenti ne La festa delle fidanzate
- Sabine Cerullo in The Morning Show
- Claudia Razzi in L'assistente della star
- Sabrina Duranti in Un'altra scatenata dozzina
- Irene Di Valmo in Nine Perfect Strangers
- Chiara Gioncardi in Weapons